# Village des vieux métiers d'Azannes
 (mai 2021).
Le village des vieux métiers d'Azannes est un musée village en plein air situé à Azannes-et-Soumazannes, près de Verdun, dans le Grand-Est, culturellement dans l'ancienne région Lorraine. Destiné à sauvegarder les traditions et le patrimoine des métiers lorrains du XIXe siècle, le complexe, fondé en 1991, s'étend sur 17 hectares de plaines et de forêts.

## Origine du site
Depuis 1991 implanté À Azannes-et-Soumazannes,  le site n'est ouvert qu'en mai certains dimanches et à l’Ascension et certains dimanches de juillet,  dates à laquelle près de 400 bénévoles organisent des restitutions pour montrer aux visiteurs le patrimoine architectural, les traditions populaires lorraines, et les métiers anciens en Lorraine durant le XIXe siècle. 
Le site touristique annonce en 2013 avoir atteint le million de visiteurs, puis les 1,5 million de visiteurs. En raison de la crise de la Covid-19, en 2021, le village reporte ses activités et son ouverture à juillet 2021.

## Organisation du musée
Ouvert seulement quelques jours durant le mois de mai et juillet, le village s'articule autour de plus de 25 maisons. Le musée se veut être une fidèle reconstitution historique présentant plus de 80 métiers anciens ou disparus. Ces métiers sont des métiers ruraux des campagnes de Lorraine. Des animaux tels que les chevaux sont, dans la tradition rurale, employés durant l'ouverture du musée. La totalité des bénévoles qui organisent le musée sont costumés à la mode du XIXe siècle.